# 吉本坂46
吉本坂46（よしもとざかフォーティーシックス、Yoshimotozaka46）は、日本の男女混成アイドルグループ。秋元康のプロデュースにより、2018年8月20日に結成した。
新型コロナウイルス感染症の感染拡大を理由に、2022年2月5日をもって活動休止した。

## 概要
2018年2月21日、ヨシモト∞ホールで開かれた「巨大プロジェクト発表記者会見」において、秋元康プロデュースによる乃木坂46・欅坂46（現櫻坂46）に続く坂道シリーズ第3弾として本グループ「吉本坂46」の結成が発表された。同記者会見でプロデューサーの秋元康がVTR映像で登場し、プロジェクト始動開始決定の経緯を説明した。
その中で秋元は、吉本興業の大﨑洋会長から乃木坂46・欅坂46につづくグループを吉本の芸人で作りたいとの相談があり、それを受けて秋元自身が坂道シリーズの正式な第3弾としてプロデュースする事を決めた旨を語った。また、メンバーについては年齢と性別は不問で、吉本興業グループに所属する約6,000人の中からオーディションにより決定することも発表された。この発表には驚きの声が数多く挙がった。

### 他の坂道グループとの比較
- メンバー全員が吉本興業所属。オーディションにも吉本興業所属者のみ参加可能。
- 吉本興業所属であれば、男性や既婚者も参加できる。
- 一部メンバーは芸名のまま活動し、および年齢が非公表。
- メンバーはグループ専任ではなく、元々の仕事と兼業している。
- 他の坂道グループは写真集などの期間限定アカウントを除き、個人SNSは開設していないが、吉本坂46は参加以前から開設している人を含む、多くのメンバーが個人SNSを開設している（なお現在は、乃木坂46・櫻坂46・日向坂46の一部メンバーは個人Instagramアカウントを開設している）。
- 坂道グループ全体についての解説・論評では、他のグループと運営体制や加入資格が大きく異なることもあり、「吉本坂46を除く」と注記されたり、まったく言及が行われないことがある。

## 年譜

### 2018年
- 2月21日、ヨシモト∞ホールで開かれた記者会見で秋元康のプロデュースにより、坂道シリーズ第3弾として本グループの始動を発表[6]。
- 3月22日、吉本興業株式会社東京本部でメンバーオーディション第一次書類審査通過者を発表、エントリー総数1,747名に対し、751名が合格[7]。また、落選者からの不満の声が多数寄せられたため、敗者復活戦の実施も決定[8]。
- 4月4日（3日深夜）、初の冠番組『吉本坂46が売れるまでの全記録』（テレビ東京）を放送開始[9][10]。
- 4月5日 - 11日、敗者復活戦を実施、20名が合格[11]。
- 5月1日、メンバーオーディション第二次審査通過者を発表、173名が合格[12]。
- 5月9日 - 15日、メンバーオーディション第三次審査を実施、143名が合格[13]。
- 6月4日 - 10日、メンバーオーディション第四次審査を実施、113名が合格[14]。
- 6月27日、『テレ東音楽祭2018』（テレビ東京）に暫定の選抜メンバー（旺季志ずか、金田哲、川島章良、榊原徹士、野沢直子、村上ショージ）が出演[15]。
- 8月6日、メンバーオーディション第五次審査通過者がSHOWROOMの生配信で発表、80名が合格[16]。
- 8月20日、最終審査の結果、正式メンバー46人が決定[17]。「吉本坂46メンバーお披露目会」にVTR出演した秋元康から2期生の募集も発表された[18]。
- 9月16日、幕張メッセで開催された『Rakuten GirlsAward 2018 AUTUMN/WINTER』に出演。
- 10月9日、デビューシングルの選抜メンバーとユニット4組をSHOWROOMの生配信で発表、村上ショージが中心となるユニット4組目の他のメンバーについては後日発表とした[19]。
- 11月16日、デビューシングルに収録される各ユニット名および収録曲が発表され、村上ショージのソロ曲の収録が決定[20]。
- 12月12日、『2018 FNS歌謡祭』（フジテレビ）に出演、「泣かせてくれよ」をテレビ初パフォーマンス[21][22]。
- 12月26日、1stシングル「泣かせてくれよ」でCDデビュー[23]。同日、池袋サンシャインシティ噴水広場でリリースイベントを開催[24]。

### 2019年
- 5月8日、2ndシングル「今夜はええやん」を発売[25]。
- 12月25日、3rdシングル「不能ではいられない」を発売[26]。
- 12月27日、1周年記念ライブ開催[27]。2期生メンバー発表・お披露目。

### 2021年
- 10月29日、2022年2月5日に開催するアニバーサリーライブをもって吉本坂46の活動を休止することを発表[2]。

### 2022年
- 2月2日、1stアルバム「That's Life〜それも人生じゃん〜」発売[28]。
- 2月5日、この日に開催されたコンサート「吉本坂46 2nd＆3rd Anniversary Live～冬眠～」をもって吉本坂46の活動を休止[2][28][29]。

## メンバー
- メンバーはグループ専任ではなく、元々の仕事と兼業している。
- 名前および所属グループ／コンビは、活動休止もしくはグループ卒業時点。

### 活動休止時点のメンバー
| 名前                    | よみ                       | 所属グループ / コンビ | 加入期 | 吉本坂46内ユニット | 備考                                      |
| ----------------------- | -------------------------- | --------------------- | ------ | ------------------ | ----------------------------------------- |
| A-NON                   | アノン                     |                       | 1期生  | RED                |                                           |
| 池田直人                | いけだ なおと              | レインボー            | 1期生  | RED                | REDセンター                               |
| 岩橋良昌                | いわはし よしまさ          | プラス・マイナス      | 1期生  | スイートMONSTER    | スイートMONSTERセンター                   |
| 鰻和弘                  | うなぎ かずひろ            | 銀シャリ              | 1期生  | スイートMONSTER    |                                           |
| エハラマサヒロ          | エハラマサヒロ             |                       | 1期生  | CIRCUS             |                                           |
| 遠藤章造                | えんどう しょうぞう        | ココリコ              | 1期生  | CIRCUS             |                                           |
| 旺季志ずか              | おうき しずか              |                       | 1期生  | スイートMONSTER    |                                           |
| 大地洋輔                | おおち ようすけ            | ダイノジ              | 1期生  | CIRCUS             |                                           |
| 尾形貴弘                | おがた たかひろ            | パンサー              | 1期生  | CIRCUS             |                                           |
| 小川暖奈                | おがわ はるな              | スパイク              | 1期生  | CIRCUS             |                                           |
| おたけ                  | おたけ                     | ジャングルポケット    | 1期生  | スイートMONSTER    |                                           |
| おばたのお兄さん        | おばたのおにいさん         |                       | 1期生  | CIRCUS             |                                           |
| 金田哲                  | かなだ さとし              | はんにゃ              | 1期生  | CIRCUS             |                                           |
| 川島ofレジェンド        | かわしまオブレジェンド     | はんにゃ              | 1期生  | スイートMONSTER    |                                           |
| きょん                  | きょん                     | コットン              | 1期生  | RED                |                                           |
| ケン                    | ケン                       | 水玉れっぷう隊        | 1期生  | CIRCUS             |                                           |
| 恋さん                  | こいさん                   | シャンプーハット      | 1期生  | CIRCUS             |                                           |
| 河本準一                | こうもと じゅんいち        | 次長課長              | 1期生  | CIRCUS             | 吉本坂46キャプテン                        |
| 小寺真理                | こてら まり                | 吉本新喜劇            | 1期生  | RED                | 元つぼみ・REDセンター                     |
| 斎藤司                  | さいとう つかさ            | トレンディエンジェル  | 1期生  | CIRCUS             |                                           |
| 榊原徹士                | さかきばら てつじ          |                       | 1期生  | RED                | 元新選組リアン                            |
| ♥さゆり                 | さゆり                     | かつみ♥さゆり         | 1期生  | スイートMONSTER    |                                           |
| 島田珠代                | しまだ たまよ              | 吉本新喜劇            | 1期生  | スイートMONSTER    |                                           |
| SHUHO                   | シュウホウ                 |                       | 1期生  | RED                |                                           |
| しゅんしゅんクリニックP | しゅんしゅんクリニックピー |                       | 1期生  | RED                | 妻は元吉本坂46、元NMB48/元AKB48の三秋里歩 |
| たかし                  | たかし                     | トレンディエンジェル  | 1期生  | スイートMONSTER    |                                           |
| 多田智佑                | ただ ともひろ              | トット                | 1期生  | RED                |                                           |
| タナカシングル          | タナカシングル             | 8.6秒バズーカー       | 1期生  | RED                |                                           |
| てつじ                  | てつじ                     | シャンプーハット      | 1期生  | スイートMONSTER    |                                           |
| なだぎ武                | なだぎ たけし              |                       | 1期生  | CIRCUS             |                                           |
| 西村真二                | にしむら しんじ            | コットン              | 1期生  | RED                | 元広島ホームテレビアナウンサー            |
| HideboH                 | ひでぼう                   |                       | 1期生  | RED                |                                           |
| 光永                    | ひなた                     |                       | 1期生  | RED                | 父は高山トモヒロ                          |
| 藤井菜央                | ふじい なお                |                       | 1期生  | RED                | 1期生最年少                               |
| マサルコ                | マサルコ                   |                       | 1期生  | スイートMONSTER    | 元ギガスラッシュ 元不思議なタンバリン!!   |
| まちゃあき              | まちゃあき                 | エグスプロージョン    | 1期生  | RED                | REDリーダー                               |
| 松浦志穂                | まつうら しほ              | スパイク              | 1期生  | スイートMONSTER    |                                           |
| まひる                  | まひる                     | ガンバレルーヤ        | 1期生  | CIRCUS             |                                           |
| 村上ショージ            | むらかみ ショージ          |                       | 1期生  | CIRCUS             | グループ最年長                            |
| 八木真澄                | やぎ ますみ                | サバンナ              | 1期生  | スイートMONSTER    |                                           |
| 山本圭壱                | やまもと けいいち          | 極楽とんぼ            | 1期生  | スイートMONSTER    |                                           |
| ゆりやんレトリィバァ    | ゆりやんレトリィバァ       |                       | 1期生  | CIRCUS             |                                           |
| よしこ                  | よしこ                     | ガンバレルーヤ        | 1期生  | CIRCUS             |                                           |
| 大迫マミ                | おおさこ まみ              |                       | 2期生  |                    | 合格当時現役NSC生（大阪校42期）           |
| おばらよしお            | おばらよしお               | エグスプロージョン    | 2期生  |                    |                                           |
| 梶原颯                  | かじはら はやて            |                       | 2期生  |                    |                                           |
| 樺澤まどか              | かばさわ まどか            | 吉本スタッフ          | 2期生  |                    | とろサーモン・かまいたちのマネージャー    |
| 菊地浩輔                | きくち こうすけ            | チーモンチョーチュウ  | 2期生  |                    |                                           |
| 木原実優                | きはら みゆ                |                       | 2期生  |                    | 父親は木原実                              |
| 坂本純一                | さかもと じゅんいち        | GAG                   | 2期生  |                    |                                           |
| 佐竹正史                | さたけ まさふみ            | ビスケッティ          | 2期生  |                    |                                           |
| ソウタヤマモト          | ソウタヤマモト             | 五臓六腑              | 2期生  |                    |                                           |
| ときヲ                  | ときを                     | ときヲりぴーと        | 2期生  |                    |                                           |
| 渡口和志                | とぐち かずし              |                       | 2期生  |                    | グループ最年少 元Ooops!                   |
| ハラちゃん              | はらちゃん                 | 東京シャンデリア      | 2期生  |                    | 元ジャニーズJr.                           |
| 比嘉琉々香              | ひが るるか                |                       | 2期生  |                    | 沖縄ラフ&ピース専門学校出身               |
| 藤森蓮華                | ふじもり れんげ            | HBDA                  | 2期生  |                    |                                           |
| 松浦景子                | まつうら けいこ            | 吉本新喜劇            | 2期生  |                    |                                           |
| まるいるい              | まるいるい                 |                       | 2期生  |                    |                                           |
| 箕迫かな                | みのさこ かな              |                       | 2期生  |                    | 合格当時現役NSC生（大阪校42期）           |
| りぴーと                | りぴーと                   | ときヲりぴーと        | 2期生  |                    |                                           |
| ロッシー                | ロッシー                   | 野性爆弾              | 2期生  |                    | 2期生最年長                               |

### 卒業メンバー
| 名前     | よみ            | 所属グループ / コンビ | 加入期 | 最終在籍日    | 備考            |
| -------- | --------------- | --------------------- | ------ | ------------- | --------------- |
| 野沢直子 | のざわ なおこ   |                       | 1期生  | 2019年8月18日 | [ 43 ]          |
| 三秋里歩 | みあき りほ     |                       | 1期生  | 2020年3月31日 | 元NMB48/元AKB48 |
| TAK      | たく            | 元Ooops!              | 2期生  | 2021年3月31日 | [ 45 ]          |
| 岡畑雛生 | おかはた ひなな | 元Re:Complex          | 2期生  | 2021年9月9日  | [ 46 ]          |
| 高野祐衣 | たかの ゆい     | -                     | 1期生  | 2021年10月1日 | 元NMB48         |

### 構成の推移
| 年月日   | 出来事                        | 増減 | 合計 | 期別 | 期別 |
| 年月日   | 出来事                        | 増減 | 合計 | 1期  | 2期  |
| 2018年   | 出来事                        | 増減 | 合計 | 1期  | 2期  |
| -------- | ----------------------------- | ---- | ---- | ---- | ---- |
| 8月20日  | 1期生オーディション合格者発表 | +46  | 46   | 46   |      |
| 2019年   | 出来事                        | 増減 | 合計 | 1期  | 2期  |
| 8月18日  | 野沢直子 卒業                 | -1   | 45   | 45   |      |
| 12月27日 | 2期生オーディション合格者発表 | +21  | 66   | 45   | 21   |
| 2020年   | 出来事                        | 増減 | 合計 | 1期  | 2期  |
| 3月31日  | 三秋里歩 卒業                 | -1   | 65   | 44   | 21   |
| 2021年   | 出来事                        | 増減 | 合計 | 1期  | 2期  |
| 3月31日  | TAK 卒業                      | -1   | 64   | 44   | 20   |
| 9月9日   | 岡畑雛生 卒業                 | -1   | 63   | 44   | 19   |
| 10月1日  | 高野祐衣 卒業                 | -1   | 62   | 43   | 19   |
| 2022年   | 出来事                        | 増減 | 合計 | 1期  | 2期  |
| 2月5日   | グループ活動休止              | -62  | 0    | 0    | 0    |

### オーデション

#### 1期生オーディション
- 応募資格：吉本興業グループ所属タレント6,000人余りが対象。ユニットの芸人でも個人としてエントリーする。NMB48の現役メンバーは対象外。3月上旬締切[48]。
- 応募総数：1,747名[7]。
- 一次審査：書類選考、合格者751名[7]。
  - 敗者復活戦[49]（2018年4月5日 - 11日[11]、SHOWROOM）、合格者20名。
- 二次審査：グループ面接での自己PR、歌唱審査（2018年4月、東京・大阪）[7]、合格者173名[12]。
- 三次審査：15秒の自己PR動画「自分CM」（2018年5月9日 - 15日、公式サイト内特設ページでの一般投票）投票数の下位30名が落選、合格者143名[13]。
- 四次審査：水着審査「自分がこれで水に入れると思う服装」（2018年6月4日 - 10日、公式サイト内特設ページでの一般投票）投票数の下位30名が落選、合格者113名[14]。
- 五次審査：ダンス審査「魂のステップ」、1チーム約10名ずつに候補者を振り分け、課題曲のダンスとフォーメーションを習得。一定の練習期間後に、審査用のダンスパフォーマンス収録を行い、そのVTRをもとに審査員が選考[50]。審査員は民放テレビキー局・準キー局のプロデューサー10名が務める[51]。結果発表は8月6日にSHOWROOMで生配信[52]。合格者80名[16]。
- 最終審査：秋元康による最終審査[16]。
- 最終合格者：2018年8月20日、ヒューリックホール東京で開催されたメンバー発表お披露目会で発表[17]。

#### 2期生オーディション
- 2019年9月22日に行われたSHOWROOM配信で、2期生の募集が発表された。吉本興業グループに所属しているタレントに加え、吉本興業グループで働くスタッフからも応募可能としている[53]。
- 応募総数：715名[54]。
- 一次審査：書類選考、合格者301名[54]、うち4名辞退[55]。
- 二次審査：30秒の自己PR動画（2019年11月8日 - 11月17日、公式サイト内特設ページでの得票数、候補者自身のTwitterのリツイート数・いいね数、候補者自身のInstagramのいいね数を合計したポイント数の上位150名）、合格者150名[55]。
- 三次審査：面接、ダンス審査（課題『君の唇を離さない』サビ部分）。合格者46名[56]。
  - 敗者復活戦（2019年12月8日 - 2019年12月15日[57]、SHOWROOM）、合格者10名。
- 最終審査：面接。1分間の自己PR、歌唱審査[56]。審査の模様を秋元康が最終チェック。
- 最終合格者：2019年12月27日、カルッツかわさきホールで開催された『吉本坂46 2期生メンバー発表お披露目会』で発表[58]。

## 作品

### シングル
最高位はオリコン・ウィークリーランキング最高順位。
|   | リリース日     | タイトル           | 最高位 | 規格品番      | 形態（販売形態）             |
| - | -------------- | ------------------ | ------ | ------------- | ---------------------------- |
| 1 | 2018年12月26日 | 泣かせてくれよ     | 3位    | SRCL-11002/3  | 映像盤（CD+DVD）             |
| 1 | 2018年12月26日 | 泣かせてくれよ     | 3位    | SRCL-11004/49 | 通常盤（CD、46種）           |
| 2 | 2019年5月8日   | 今夜はええやん     | 3位    | SRCL-11148/9  | 映像盤（選抜 ver）（CD+DVD） |
| 2 | 2019年5月8日   | 今夜はええやん     | 3位    | SRCL-11150/1  | 映像盤（RED ver）（CD+DVD）  |
| 2 | 2019年5月8日   | 今夜はええやん     | 3位    | SRCL-11152    | 通常盤（CD）                 |
| 3 | 2019年12月25日 | 不能ではいられない | 3位    | SRCL-11365/66 | 映像盤（選抜 ver）（CD+DVD） |
| 3 | 2019年12月25日 | 不能ではいられない | 3位    | SRCL-11367    | 通常盤A 初回仕様限定盤（CD） |
| 3 | 2019年12月25日 | 不能ではいられない | 3位    | SRCL-11338    | 通常盤B（RED1位記念）（CD）  |

### アルバム
|   | リリース日   | タイトル                        | 最高位 | 規格品番      | 形態（販売形態）           |
| - | ------------ | ------------------------------- | ------ | ------------- | -------------------------- |
| 1 | 2022年2月2日 | That's Life〜それも人生じゃん〜 | 22位   | SRCL-12043/44 | 初回生産限定盤A（CD＋DVD） |
| 1 | 2022年2月2日 | That's Life〜それも人生じゃん〜 | 22位   | SRCL-12045/46 | 初回生産限定盤B（CD＋DVD） |
| 1 | 2022年2月2日 | That's Life〜それも人生じゃん〜 | 22位   | SRCL-12047    | 通常盤（CD）               |

## タイアップ
| 楽曲               | タイアップ                                                                       | 収録作品                          |
| ------------------ | -------------------------------------------------------------------------------- | --------------------------------- |
| 君の唇を離さない   | 朝日放送テレビ『今ちゃんの「実は…」』2019年1月度エンディングテーマ               | 1stシングル「泣かせてくれよ」     |
| 君の唇を離さない   | サンテレビ『アキナ・和牛・アインシュタインのバツウケテイナー』エンディングテーマ | 1stシングル「泣かせてくれよ」     |
| 君の唇を離さない   | 南海放送『和牛のA4ランクを召し上がれ!』エンディングテーマ                        | 1stシングル「泣かせてくれよ」     |
| 抱いてみるかい？   | テレビ東京系『もっと褒められ大賞2019 ホメの助ホメ太郎』エンディングテーマ        | 1stシングル「泣かせてくれよ」     |
| 今夜はええやん     | 映画『メン・イン・ブラック:インターナショナル』（日本語吹替版）主題歌            | 2ndシングル「今夜はええやん」     |
| 今夜はええやん     | カンテレ『千原ジュニアの座王』エンディングテーマ                                 | 2ndシングル「今夜はええやん」     |
| 今夜はええやん     | 南海放送『和牛のA4ランクを召し上がれ!』エンディングテーマ                        | 2ndシングル「今夜はええやん」     |
| 今夜はええやん     | テレビ大阪『名門!モウカリマッカー学園 〜西梅田校新聞部〜』エンディングテーマ     | 2ndシングル「今夜はええやん」     |
| 今夜はええやん     | サンテレビ『アキナ・和牛・アインシュタインのバツウケテイナー』エンディングテーマ | 2ndシングル「今夜はええやん」     |
| 不能ではいられない | 朝日放送テレビ『千鳥の相席食堂』エンディングテーマ                               | 3rdシングル「不能ではいられない」 |

## 出演

### バラエティ
- 吉本坂46が売れるまでの全記録（2018年4月4日 - 2020年9月30日、テレビ東京）[61]

### 特別番組
- テレ東音楽祭2018（2018年6月27日、テレビ東京） - 旺季・金田・川島・榊原・野沢・村上[62]。
- 2018 FNS歌謡祭（2018年12月12日、フジテレビ） - 「泣かせてくれよ」選抜メンバー[21][注釈 3]。
- もうすぐ本番！平成最後の紅白歌合戦  直前特番（2018年12月31日、NHK総合） - MC[65]。
- CDTVスペシャル！年越しプレミアライブ2018→2019（2018年12月31日 - 2019年1月1日、TBS） - 「泣かせてくれよ」選抜メンバー[66]。
- 2019 FNSうたの夏まつり（2019年7月24日、フジテレビ） - 「今夜はええやん」選抜メンバー[67]。
- 異色アイドル吉本坂46 チームRED～熱狂的ファンから禁断の質問SP～（2020年3月31日、テレ朝チャンネル1） - RED・河本準一・ゆりやんレトリィバァ[68]。
- CDTVライブ!ライブ!年越しスペシャル 2020→2021（2020年12月31日 - 2021年1月1日、TBS）- CIRCUS

### イベント
- Rakuten GirlsAward 2018 AUTUMN/WINTER（2018年9月16日、幕張メッセ） - 小川・斎藤・SHUHO・しゅんしゅんクリニックP・たかし・高野・まちゃあき・松浦・三秋・山本・ゆりやんレトリィバァ[69]。
- ReNY SUPER LIVE 2019 ～supported by 今夜はアナタのフェス（2019年2月1日、新宿ReNY） - POP MONSTER（たかし・マサルコ・松浦）[70]。
- りゅうか夢の種まつり～お花見大作戦～（2019年3月23日、流通科学大学 野外特設ステージ） - A-NON・小寺・榊原・SHUHO・たかし・高野・田中・光永・藤井・まちゃあき[71]。
- 島ぜんぶでおーきな祭 -第11回沖縄国際映画祭-（2019年4月20日、波の上うみそら公園 ビーチステージ）[72]
- テレ朝夏祭りサマーステージ（2019年7月17日）
- TIF2019（2019年8月4日、お台場 スマイルガーデン）
- 超☆汐留パラダイス（2019年8月6日、汐留日本テレビタワー パラダイスラグビーステージ）- RED

### CM・広告
- プレミアムフライデー応援隊（2019年1月 - ）[73]
- 映画『メン・イン・ブラック:インターナショナル』日本支部エージェント（2019年3月 - ）[74]

### ネット配信
- 吉本坂46のカンムリダービー（2019年12月26日 - 、グノシーライブ）[75]
- 吉本坂46のおうち時間も笑わせろ（2020年5月1日 - 、SHOWROOM）[76]

### ネット連載
- Yahoo!ライフマガジン（2019年2月25日 - 、Yahoo!Japan） - 吉本坂46の泣かせメシ![77]。

### ライブ
- 吉本坂46 誕生祭 1st Anniversary Live（2019年12月27日、カルッツかわさき）[27]

## 書籍

### 雑誌連載
- NAIL MAX（2019年2月23日 - 、ミーティア）[78]